# Penisola di Mullet

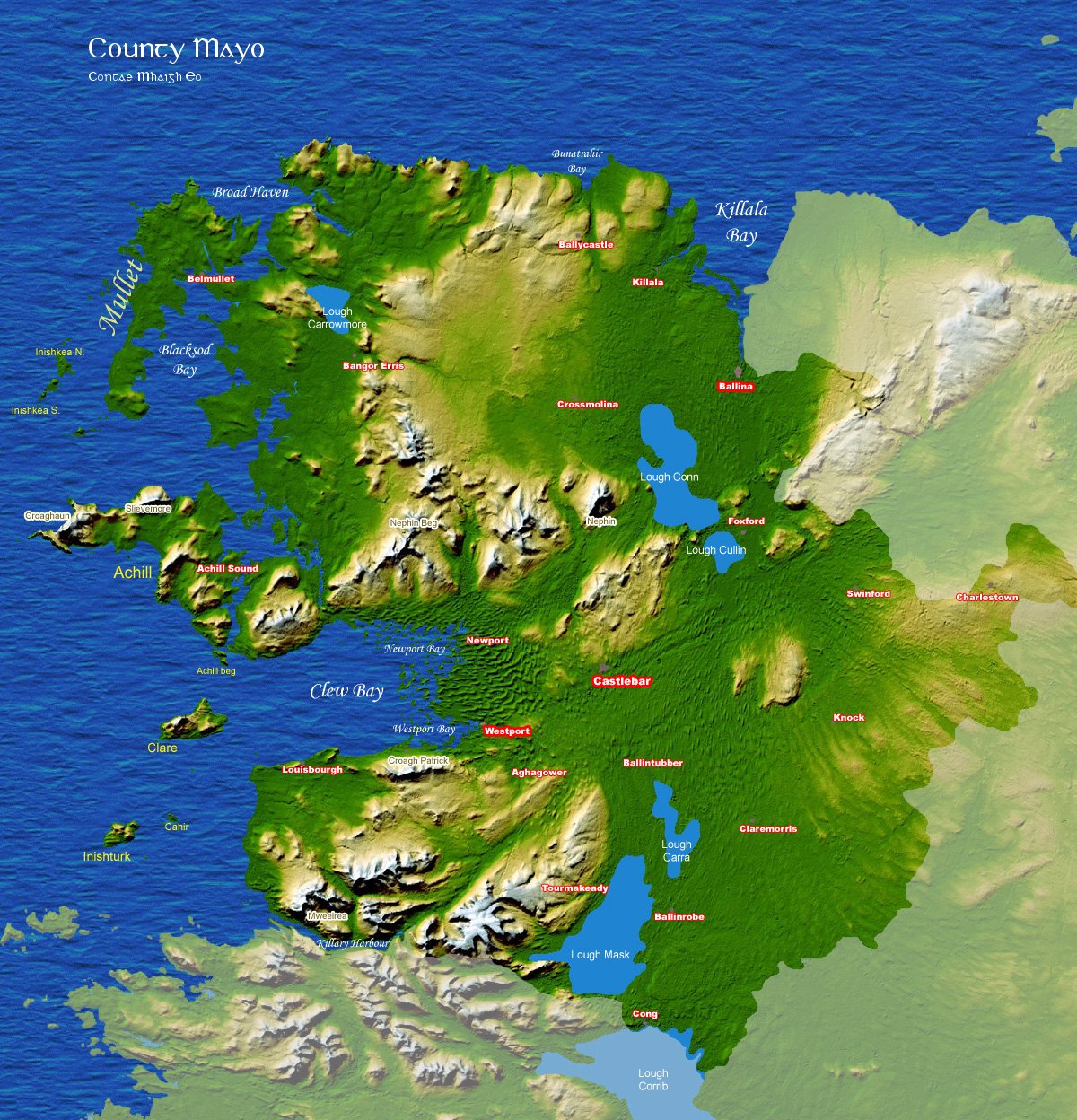
Mappa della Contea di Mayo, con la penisola di Mullet evidenziata in alto a sinistra

La Penisola di Mullet (in inglese Mullet Peninsula, in gaelico irlandese Leithinis an Mhuirthead è una penisola facente parte della Baronia di Erris, nella Contea di Mayo, Irlanda. Consiste in un promontorio connesso alla terraferma mediante un istmo nei pressi del paesino di Belmullet. Il territorio della penisola include alcuni paesini tra i quali si annoverano Aughleam, Elly, Corclough e Binghamstown. È lunga 33 chilometri e larga 12 chilometri (considerando le distanze maggiori). Il punto più settentrionale è Capo Erris. La forma della linea costiera è molto irregolare e definisce due baie: Blacksod Bay e Broadhaven bay.
Il territorio fa parte del Gaeltacht della contea, il che significa che la lingua principale è il gaelico. La penisola è un'importante meta turistica estiva per i praticanti di golf, sport acquatici, kiting, nautica, pesca e pesca con canna fissa.

## Nome
L'origine dei nomi Mullet e Mhuirthead non è chiara. Una teoria sostiene che potrebbero derivare del gaelico Muileat o an Mhuileat che sono stati tradotti con "l'istmo".
Il linguista Bernard O'Hara nel libro Mayo: Aspects of its heritage suggerisce che "un cambio da 'L' ad 'R', fatto abbastanza comune nella lingua gaelica, possono essere risultati in un cambio in an Mhuireat". È stato anche suggerito che il nome possa essere derivato dall'inglese riferito al pesce Mullet oppure alla stella usata in araldica.

## Archeologia e luoghi di interesse

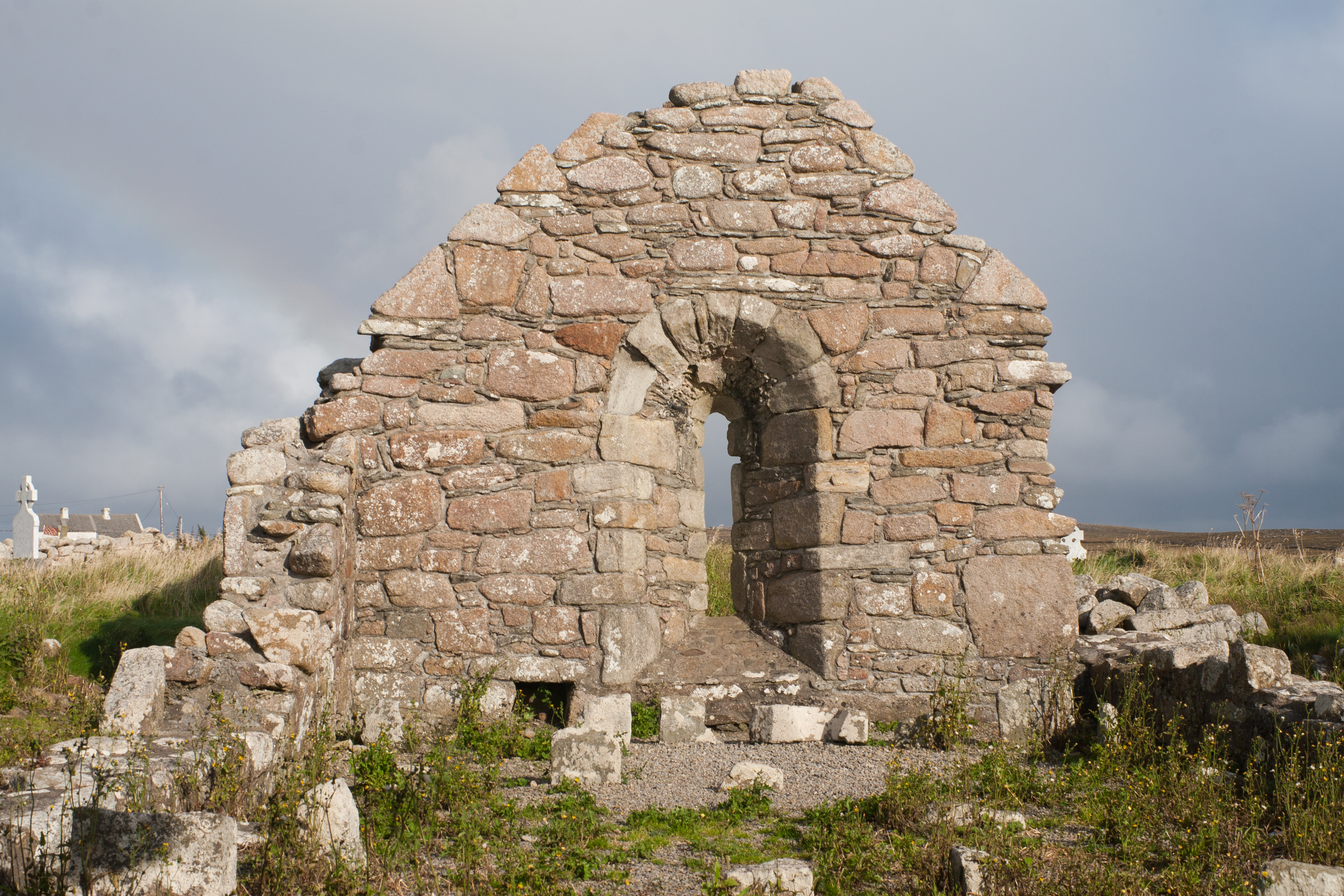
La tomba di St. Dairbhile's Church, luogo di preghiera risalente al medioevo

La penisola offre molte attrazioni di interesse archeologico. Nel paesino di Kilcommon, situato a nord-est, presente alcune tombe megalitiche.
Al largo delle coste della penisola sorgono molte isole tra cui le Isole Inishkea, le Isole Inishglora e le Isole Duvillaun. Ci sono due fari, uno a Blacksod ed uno a Blackrock.
L'heritage centre di Eachléim, situato nella zona meridionale della penisola, presente una collezione di libri storici incentrati sul territorio. Luogo di una certa rilevanza religiosa è St. Dairbhile's Church ritenuto un centro miracoloso per la cura di coloro che avessero problemi agli occhi.

## Sistemi di rilevazione per la forza delle onde
Nella zona nordoccidentale della penisola sarà collocato il primo centro di rilevazione dell'energia del moto ondoso della storia irlandese. Il luogo in cui sorgerà è stato individuato nell'area tra Frenchport Pier, Annagh Head e Cross. Prototipi sono stati realizzati e Cork e testati a Spiddal e nella Baia di Galway. La scelta del luogo non è casuale in quanto i forti venti rendono l'area tra il Nord del Mayo e l'Est del Donegal uno dei migliori luoghi al mondo per ricavare energia rinnovabile dal moto ondoso.

## Trasporti
L'unico modo per raggiungere la penisola con i mezzi pubblici è la linea 446 della Bus Éireann, che collega Belmullet con Ballina (ferma a Bangor Erris, Bellacorick e Crossmolina). C'è un solo bus giornaliero, domenica inclusa, per direzione. 
La strada principale che percorre il territorio è la R313.